# Lobe den Herrn, meine Seele (BWV 143)
Lobe den Herrn, meine Seele (BWV 143) is een religieuze cantate, mogelijk van de hand van Johan Schelle, Thomascantor in Leipzig.

## Programma
Deze cantate is bedoeld voor Nieuwjaarsdag of de achtste Kerstdag. De eigenlijke ontstaansdatum is niet achterhaalbaar, mogelijk in Weimar tussen 1708 en 1714. Bachs auteurschap wordt in twijfel getrokken.
Deze cantate behoort tot de zogenoemde Kerstkring van het kerkelijk jaar dat loopt van de 1ste Adventszondag tot de 4e zondag na Epifanie of Driekoningen.
Bijbellezingen: 
- Galaten 3, 23-29: "Allen immers zijt gij één in Christus Jezus, overeenkomstig een belofte, erfgenamen"
- Lucas 2, 21: "Een als acht dagen vervuld zijn en hij besneden moet worden, wordt hem de naam Jezus genoemd, genoemd door de engel voordat hij in de moederschoot werd ontvangen"

## Tekst
1. Openingskoor: "Lobe den Herrn, meine Seele" (Ps. 146:1)
2. Koraal (sopraansolo): "Du Friedefürst, Herr Jesu Christ
3. Recitatief (tenor): "Wohl dem, dess Hilfe der Gott Jacobs ist (Ps. 146:5)
4. Aria (tenor): "Tausendfaches Unglück, Schrecken,"
5. Aria (bas): "Der Herr ist König ewiglich, dein Gott (Ps. 146:10)
6. Aria (tenor) en koraal: "Jesu, Retter deiner Herde, bleibe ferner unser
7. Slotkoor: "Gedenk Herr Jesu, an dein Amt

## Muzikale bezetting
Hoorn 1, 2 en 3; pauken; fagot; viool 1 en 2, altviool en basso continuo.

## Toelichting

### Algemene informatie
Het auteurschap van Bach wordt betwist. Deze cantate is ons slechts via late 19e-eeuwse bronnen overgeleverd. Bach-biograaf Philipp Spitta uitte zijn twijfels reeds in 1873. Werner Neumann nam de cantate wel op in zijn Neue Bach Ausgabe van 1965. Gedegen Bachvorsers Alfred Dürr en Christoph Wolff blijven echter twijfelen.  

### Bachsmuzikale verwerking
In deze cantate pakt de componist virtuoos uit met het Barok instrumentarium: bedachte symboliek, retoriek en affecten. In de gehele cantate klinkt de tegenstelling tussen wereldse vorsten en Koning Jezus door en staan als stem en tegenstem voortdurend tegenover elkaar.